# Wladimiro Calarese
Wladimiro Calarese (né le 3 octobre 1930 à Messine et mort le 13 août 2005 à Dayton) est un sabreur italien.

## Biographie
Wladimiro Calarese dispute trois éditions des Jeux olympiques, de 1960 à 1968. Il est médaillé de bronze en sabre individuel et par équipe en 1960 à Rome et médaillé d'argent en sabre par équipe en 1964 à Tokyo et en 1968 à Mexico.
Il est aussi médaillé de bronze en sabre individuel aux Championnats du monde d'escrime 1963 et médaillé d'argent en sabre par équipe aux Championnats du monde d'escrime 1965.